# Macierz przekształcenia liniowego
Macierz przekształcenia liniowego – macierz będąca wygodnym zapisem we współrzędnych przekształcenia liniowego dwóch skończenie wymiarowych przestrzeni liniowych nad tym samym ciałem z ustalonymi bazami. Dzięki temu, że mnożeniu macierzy oraz mnożeniu wektorów odpowiada składanie przekształceń i obliczanie wartości przekształcenia na wspomnianym wektorze, teoria macierzy staje się wygodnym językiem opisu przekształceń (w tym endomorfizmów) liniowych wyżej opisanych przestrzeni; jeśli nie wskazano żadnych baz, to każdą macierz o elementach z ciała można traktować jako przekształcenie liniowe między dwiema przestrzeniami współrzędnych.

## Definicja
Niech {\displaystyle U} i {\displaystyle V} będą dwiema przestrzeniami liniowymi nad ustalonym ciałem odpowiednio z bazami {\displaystyle A=(\mathbf {a} _{1},\dots ,\mathbf {a} _{n})} oraz {\displaystyle B=(\mathbf {b} _{1},\dots ,\mathbf {b} _{m}),} zaś {\displaystyle \mathrm {T} \colon U\to V} będzie przekształceniem liniowym. Macierzą przekształcenia {\displaystyle \mathrm {T} } w bazach {\displaystyle A,B} nazywa się taką macierz {\displaystyle \mathbf {T} _{A}^{B}=[t_{ij}]} typu {\displaystyle m\times n} o współczynnikach z danego ciała, że dla każdego {\displaystyle j=1,\dots ,n} zachodzi
{\displaystyle \mathrm {T} (\mathbf {a} _{j})=\sum _{i=1}^{m}t_{ij}\mathbf {b} _{i},}
tzn. w {\displaystyle j}-tej kolumnie macierzy {\displaystyle \mathbf {T} _{A}^{B}} stoją współrzędne wektora {\displaystyle \mathrm {T} (\mathbf {a} _{j})} w bazie {\displaystyle B.} Macierz przekształcenia {\displaystyle \mathrm {T} } w bazach {\displaystyle A,B} będzie oznaczana także symbolem {\displaystyle \mathrm {M} (\mathrm {T} )_{A}^{B}.}
Uwaga: w dalszej części artykułu wszystkie przestrzenie liniowe oraz macierze są zbudowane nad ustalonym ciałem {\displaystyle K.}

## Własności
Odpowiedniość między przekształceniami liniowymi i ich macierzami
Przyporządkowanie każdemu przekształceniu liniowemu {\displaystyle \mathrm {T} } jego macierzy {\displaystyle \mathrm {M} (\mathrm {T} )_{A}^{B}} zadaje izomorfizm liniowy przestrzeni przekształceń liniowych {\displaystyle \mathrm {L} (V,W)} oraz przestrzeni macierzy {\displaystyle \mathrm {Mat} _{m\times n}.} Liniowość wynika wprost z własności działań na macierzach,
{\displaystyle \mathrm {M} (\mathrm {S} +\mathrm {T} )_{A}^{B}=\mathrm {M} (\mathrm {S} )_{A}^{B}+\mathrm {M} (\mathrm {T} )_{A}^{B},}
{\displaystyle \mathrm {M} (c\mathrm {T} )_{A}^{B}=c\mathrm {M} (\mathrm {T} )_{A}^{B},}
a ponadto każde przekształcenie liniowe {\displaystyle \mathrm {T} \colon U\to V} jest zadane jednoznacznie przez podanie wartości na bazie, tzn. {\displaystyle \mathrm {T} (\mathbf {a} _{1}),\dots ,\mathrm {T} (\mathbf {a} _{n}).} Stąd odwzorowanie przyporządkowujące przekształceniom liniowym ich macierze jest wzajemnie jednoznaczne. Wynika stąd w szczególności, że jeśli {\displaystyle \dim U=n} oraz {\displaystyle \dim V=m,} to {\displaystyle \dim \mathrm {L} (U,V)=mn.}
Mnożenie macierzy a obraz wektora w przekształceniu
Jeśli wektor {\displaystyle \mathbf {u} } ma współrzędne {\displaystyle \mathbf {u} _{A}=[u_{1},\dots ,u_{n}]} w bazie {\displaystyle A,} zaś wektor {\displaystyle \mathbf {v} =\mathrm {T} (\mathbf {u} )} ma współrzędne {\displaystyle \mathbf {v} _{B}=[v_{1},\dots ,v_{m}]} w bazie {\displaystyle B,} przy czym {\displaystyle \mathbf {T} _{A}^{B}=[t_{ij}]=\mathrm {M} (\mathrm {T} )_{A}^{B},} to
{\displaystyle {\begin{bmatrix}t_{11}&\dots &t_{1n}\\\vdots &\ddots &\vdots \\t_{m1}&\dots &t_{mn}\end{bmatrix}}{\begin{bmatrix}u_{1}\\\vdots \\u_{n}\end{bmatrix}}={\begin{bmatrix}v_{1}\\\vdots \\v_{m}\end{bmatrix}},}
co można zapisać {\displaystyle \mathbf {T} _{A}^{B}\mathbf {U} _{A}=\mathbf {V} _{B},} gdzie {\displaystyle \mathbf {U} _{A},\mathbf {V} _{B}} są macierzami jednokolumnowymi (tzw. wektorami kolumnowymi) odpowiadającymi wektorom {\displaystyle \mathbf {u} _{A},\mathbf {v} _{B}.}
Zamiana współrzędnych i jej macierze
W szczególnym przypadku, jeśli {\displaystyle A,B} są bazami przestrzeni {\displaystyle V} i macierz {\displaystyle \mathbf {C} _{A}^{B}=[c_{ij}]=\mathrm {M} (\mathrm {id} )_{A}^{B},} gdzie {\displaystyle \mathrm {id} } jest przekształceniem identycznościowym, to jeśli wektor {\displaystyle \mathbf {u} } ma współrzędne {\displaystyle \mathbf {u} _{A}=[u_{1},\dots ,u_{n}]} w bazie {\displaystyle A,} zaś {\displaystyle \mathbf {u} _{B}=[v_{1},\dots ,v_{n}]} są jego współrzędnymi w bazie {\displaystyle B,} to
{\displaystyle {\begin{bmatrix}c_{11}&\dots &c_{1n}\\\vdots &\ddots &\vdots \\c_{n1}&\dots &c_{nn}\end{bmatrix}}{\begin{bmatrix}u_{1}\\\vdots \\u_{n}\end{bmatrix}}={\begin{bmatrix}v_{1}\\\vdots \\v_{n}\end{bmatrix}},}
tzn. {\displaystyle \mathbf {C} _{A}^{B}\mathbf {U} _{A}=\mathbf {U} _{B},} gdzie {\displaystyle \mathbf {U} _{A},\mathbf {U} _{B}} są macierzami odpowiadającymi wektorom współrzędnych {\displaystyle \mathbf {u} _{A},\mathbf {u} _{B}} jw., co oznacza, że mnożenie przez {\displaystyle \mathbf {C} _{A}^{B}} zamienia współrzędne wektora {\displaystyle \mathbf {u} } w bazie {\displaystyle A} na współrzędne w bazie {\displaystyle B.} Stąd też macierz {\displaystyle \mathrm {M} (\mathrm {id} )_{A}^{B}} nazywa się macierzą zamiany współrzędnych (bądź macierzą przejścia) od {\displaystyle A} do {\displaystyle B.} Macierz {\displaystyle \mathrm {M} (\mathrm {id} )_{B}^{A}} zamiany współrzędnych od {\displaystyle B} do {\displaystyle A} dana jest jako jej macierz odwrotna {\displaystyle {\big (}\mathrm {M} (\mathrm {id} )_{A}^{B}{\big )}^{-1}.}
Mnożenie macierzy a składanie przekształceń
Jeśli {\displaystyle U,V,W} są przestrzeniami liniowymi odpowiednio z bazami {\displaystyle A,B,C,} a {\displaystyle \mathrm {R} \colon U\to V} i {\displaystyle \mathrm {S} \colon V\to W} są przekształceniami liniowymi, to
{\displaystyle \mathrm {M} (\mathrm {S} \circ \mathrm {R} )_{A}^{C}=\mathrm {M} (\mathrm {S} )_{B}^{C}\mathrm {M} (\mathrm {R} )_{A}^{B}.}
Wynika stąd, że jeśli {\displaystyle \mathrm {T} \colon U\to V} jest przekształceniem liniowym, układy {\displaystyle A,A'} są bazami {\displaystyle U,} układy {\displaystyle B,B'} są bazami {\displaystyle V} oraz jeśli {\displaystyle \mathbf {A} _{A'}} i {\displaystyle \mathbf {B} '_{B}} są macierzami zamiany współrzędnych odpowiednio z {\displaystyle A'} do {\displaystyle A} i z {\displaystyle B} do {\displaystyle B',} to
{\displaystyle \mathbf {T} _{A'}^{B'}=\mathbf {B} _{B}^{B'}\mathbf {T} _{A}^{B}\mathbf {A} _{A'}^{A}.}
Rząd macierzy a rząd przekształcenia
Jeśli {\displaystyle \mathrm {T} \colon U\to V} jest przekształceniem liniowym, to dla każdej bazy {\displaystyle A} przestrzeni {\displaystyle U} i każdej bazy {\displaystyle B} przestrzeni {\displaystyle V} zachodzi
{\displaystyle \mathrm {r} (\mathrm {T} )=\mathrm {r} \left(\mathbf {T} _{A}^{B}\right),}
gdyż jeśli {\displaystyle \dim V=n,} to przyporządkowanie wektorowi przestrzeni {\displaystyle V} jego współrzędnych w bazie {\displaystyle B} zadaje izomorfizm {\displaystyle V\to K^{n},} przy którym {\displaystyle \mathrm {im} \ \mathrm {T} } przechodzi na podprzestrzeń rozpiętą na kolumnach macierzy {\displaystyle \mathbf {T} _{A}^{B}.}

## Przykłady
Niech dane będą przestrzenie liniowe {\displaystyle \mathbb {R} ^{2}} oraz {\displaystyle \mathbb {R} ^{3}} (nad ciałem liczb rzeczywistych) oraz przekształcenie liniowe {\displaystyle \mathrm {T} \colon \mathbb {R} ^{2}\to \mathbb {R} ^{3}} zadane wzorem
{\displaystyle \mathrm {T} {\big (}[a,b]{\big )}=[a,2b,a+b]}
w bazach standardowych. Macierz {\displaystyle \mathbf {T} } przekształcenia {\displaystyle \mathrm {T} } w bazach {\displaystyle A={\big (}[2,0],[0,3]{\big )}} oraz {\displaystyle B={\big (}[1,1,1],[1,1,0],[1,0,0]{\big )}} jest postaci
{\displaystyle \mathbf {T} _{A}^{B}={\begin{bmatrix}\;\;\,2&\;\;\,3\\-2&\;\;\,3\\\;\;\,2&-6\end{bmatrix}},}
gdyż wektory bazowe {\displaystyle A} przechodzą odpowiednio na wektory {\displaystyle [2,0,2]} oraz {\displaystyle [0,6,3],} zaś ich współrzędne w bazie {\displaystyle B} mają postać
{\displaystyle [2,0,2]=2[1,1,1]-2[1,1,0]+2[1,0,0]=[2,-2,2]_{B}}
oraz
{\displaystyle [0,6,3]=3[1,1,1]+3[1,1,0]-6[1,0,0]=[3,3,-6]_{B}.}
Wartość {\displaystyle \mathrm {T} } w bazie {\displaystyle B} na wektorze {\displaystyle \mathbf {x} =[6;\ 0{,}3],} który ma w {\displaystyle A} współrzędne {\displaystyle \mathbf {x} _{A}=[3;\ 0{,}1]} jest równa {\displaystyle \mathbf {T} _{A}^{B}\mathbf {x} _{A},} tzn.
{\displaystyle {\begin{bmatrix}\;\;\,2&\;\;\,3\\-2&\;\;\,3\\\;\;\,2&-6\end{bmatrix}}{\begin{bmatrix}3\\0{,}1\end{bmatrix}}={\begin{bmatrix}\;\;\,6{,}3\\-5{,}7\\\;\;\,5{,}4\end{bmatrix}}.}

## Endomorfizmy
Przekształcenie liniowe {\displaystyle \mathrm {E} \colon V\to V} skończeniewymiarowej przestrzeni liniowej {\displaystyle V} nazywa się endomorfizmem (liniowym), jego macierzą w bazie {\displaystyle A} jest {\displaystyle \mathbf {E} _{A}=\mathrm {M} (\mathrm {E} )_{A}^{A}.} Wprost z definicji endomorfizmów wynika, że ich macierze są kwadratowe.
Jeśli {\displaystyle A,B} są bazami {\displaystyle V,} zaś {\displaystyle \mathbf {A} =\mathrm {M} (\mathrm {E} )_{A}^{A}} oraz {\displaystyle \mathbf {B} =\mathrm {M} (\mathrm {E} )_{B}^{B},} to
{\displaystyle \mathbf {B} =\mathrm {M} (\mathrm {E} )_{B}^{B}=\mathrm {M} (\mathrm {id} \circ \mathrm {E} \circ \mathrm {id} )_{B}^{B}=\mathrm {M} (\mathrm {id} _{V})_{A}^{B}\mathrm {M} (\mathrm {E} )_{A}^{A}\mathrm {M} (\mathrm {id} )_{B}^{A}=\mathbf {C} ^{-1}\mathbf {AC} ,}
gdzie {\displaystyle \mathbf {C} =\mathrm {M} (\mathrm {id} )_{B}^{A}} jest macierzą zamiany współrzędnych z {\displaystyle B} do {\displaystyle A,} co wynika z ogólnej równości przedstawionej w Mnożenie macierzy a składanie przekształceń. Własność ta jest podstawą następującej definicji: dowolne macierze {\displaystyle \mathbf {A} ,\mathbf {B} ,} dla których istnieje macierz odwracalna {\displaystyle \mathbf {C} } spełniająca równość,
{\displaystyle \mathbf {B} =\mathbf {C} ^{-1}\mathbf {AC} ,}
nazywa się macierzami podobnymi. Macierze te są podobne wtedy i tylko wtedy, gdy są macierzami tego samego endomorfizmu (co najwyżej w różnych bazach).
Do stwierdzenia podobieństwa macierzy można wykorzystać rząd, wyznacznik i ślad, które nie ulegają zmianie przy endomorfizmach – wielkości te zawiera się zwykle w wielomianie charakterystycznym opisującym dany endomorfizm. Postać i rodzaj endomorfizmu można z kolei uzyskać badając jego wektory i wartości własne. Niektóre endomorfizmy mają w pewnych bazach szczególnie prostą postać, jaką jest macierz diagonalna, czyli przyjmująca niezerowe wartości wyłącznie na głównej przekątnej – nazywa się je diagonalizowalnymi, przy czym elementami na przekątnej macierzy są wartości własne tego endomorfizmu.
Choć nie wszystkie macierze kwadratowe są diagonalizowalne, to istnieje szersza od nich klasa macierzy Jordana (czyli macierzy, które dają się sprowadzić do postaci Jordana), dla których orzeczenie, czy dane macierze w postaci Jordana są podobne jest wyjątkowo łatwe. Macierze te, podobnie jak macierze diagonalne, łatwo się potęguje. Twierdzenie Jordana mówi z kolei, że dla każdego endomorfizmu przestrzeni liniowej nad ciałem algebraicznie domkniętymi (np. liczbami zespolonymi) istnieje taka baza, w której macierz tego endomorfizmu ma postać Jordana. Ogólniejsze twierdzenie Frobeniusa umożliwia określenie podobieństwa dowolnych dwóch macierzy kwadratowych za cenę badania pierścienia wielomianów nad ustalonym ciałem, zamiast samego ciała. Wszystkie te twierdzenia są wnioskami z twierdzenia strukturalnego dla skończenie generowanych modułów nad dziedziną ideałów głównych.
Podobne narzędzia wykorzystuje się dla przestrzeni nieskończenie wymiarowych, jednak zamiast zbioru jego wartości własnych (nazywanego widmem punktowym bądź spektrum punktowym) bada się jego pełne widmo (spektrum). Uogólnieniem diagonalizacji są różnorodne twierdzenia spektralne.